# Novo Mundo
Novo Mundo è un comune del Brasile nello Stato del Mato Grosso, parte della mesoregione del Norte Mato-Grossense e della microregione di Colíder.